# Markus Antonius Wirtz
Markus Antonius Wirtz (* 1969 in Trier) ist ein deutscher Psychologe.

## Werdegang
Wirtz studierte Psychologie an der Westfälischen Wilhelms-Universität Münster, wo er 1995 als Diplom-Psychologe abschloss und 2001 promovierte (Dr. phil.). Seine Forschungsschwerpunkte lagen bis 2001 im Bereich der visuellen Wahrnehmung und der Psychophysik. Zudem war er von 1998 bis 2000 als Beauftragter für Qualitätssicherung an der LWL-Universitätsklinik Hamm tätig. Von 2000 bis 2001 arbeitete er als wissenschaftlicher Assistent am Psychologischen Institut der Eberhard Karls Universität Tübingen, von 2001 bis 2006 am Institut für Psychologie der Albert-Ludwigs-Universität Freiburg. Seit 2006 ist er Professor für Pädagogische Psychologie (Schwerpunkt Forschungsmethoden) an der Pädagogischen Hochschule Freiburg.
Der Schwerpunkt seiner wissenschaftlichen Tätigkeit liegt in den Bereichen Forschungsmethoden, statistische Methoden, Psychometrie, Diagnostik, Evaluation und Qualitätssicherung sowie Gesundheitswissenschaften.
Wirtz ist Herausgeber des Dorsch – Lexikon der Psychologie, Mitherausgeber der Zeitschrift Diagnostica und Mitglied des wissenschaftlichen Beirats des Hogrefe-Verlags. 2011 gründete er gemeinsam mit  Alexander Renkl den  Kompetenzverbund empirische Bildungs- und Unterrichtsforschung Freiburg (KeBU). Von 2009 bis 2014 war er Leiter der AG Methoden der organisationsbezogenen Versorgungsforschung des  Deutschen Netzwerks für Versorgungsforschung (DNVF). Von 2006 bis 2020 war er Sprecher der Sektion Methoden der  Deutschen Gesellschaft für Rehabilitationswissenschaften (DGRW).

## Schriften (Auswahl)
- M. A. Wirtz: Basiswissen Statistische Methoden – Grundlagen und Anwendung in den Therapie- und Gesundheitswissenschaften. Hogrefe, Bern 2024, ISBN 978-3-456-86280-4.
- M. A. Wirtz (Hrsg.): DORSCH – Lexikon der Psychologie. Hogrefe, Bern 2013, 2014, 2016, 2020, 2022, ISBN 978-3-456-85914-9.
- T. Meyer, J. Bengel, M. A. Wirtz (Hrsg.): Lehrbuch der Rehabilitationswissenschaften. Hogrefe, Bern 2022, ISBN 978-3-456-85770-1.
- M. A. Wirtz & R. Soellner (Hrsg.): DIAGNOSTICA-Themenheft Gesundheitskompetenz. Diagnostica, 68(4). Hogrefe, Göttingen 2020.
- A. Höhne, E.-M. Bitzer, O. Knauss, N. H. Knepper, R. Krauss, B. S. Lehner, M. Reus, M. Tulke, S. J. Wagner, A. Warnke, M. A. Wirtz (Hrsg.): Mensch im Fokus I – Gesundheitswissenschaften und Gesundheitsversorgung. Handwerk und Technik, Hamburg 2020, ISBN 978-3-582-04596-6.
- C.-W. Kohlmann, C. Salewski, M. A. Wirtz (Hrsg.): Psychologie in der Gesundheitsförderung. Hogrefe, Bern 2018, ISBN 978-3-456-85770-1.
- W. Rieß, M. A. Wirtz, A. Schulz, B. Barzel (Hrsg.): Experimentieren im mathematisch-naturwissenschaftlichen Unterricht. Waxmann, Münster 2012, ISBN 978-3-8309-2687-0.
- J. Bengel, M. A. Wirtz, C. Zwingmann (Hrsg.): Diagnostische Verfahren in der Rehabilitation. Hogrefe, Göttingen, 2008, ISBN 978-3-8017-2095-7.
- M. A. Wirtz, F. Caspar: Beurteilerübereinstimmung und Beurteilerreliabilität. Göttingen, Hogrefe 2002, ISBN 3-8017-1646-5.
- M. A. Wirtz, C. Nachtigall: Statistische Methoden für Psychologen. Deskriptive Statistik. Beltz, Weinheim 1998, 2002, 2004, 2006, 2009, 2012, ISBN 978-3-7799-2252-0.
- C. Nachtigall, M. A. Wirtz: Statistische Methoden für Psychologen. Wahrscheinlichkeitsrechnung und Inferenzstatistik. Beltz, Weinheim 1998, 2002, 2004, 2006, 2009, 2012, ISBN 978-3-7799-2890-4.
- M. A. Wirtz: Der Einfluss der Kantenkontrastverarbeitung auf die wahrgenommene Helligkeit angrenzender Flächen. Ein Modell der Kantenkontrastverarbeitung durch orientierungs- und kontrastempfindliche einfache Zellen im kortikalen Areal 17 und anschließender Helligkeitseinfüllung. Utz, München 2001, ISBN 3-89675-883-7.